# Leptoseris gardineri
Leptoseris gardineri là một loài san hô trong họ Agariciidae. Loài này được Horst mô tả khoa học năm 1921.

## Hình ảnh

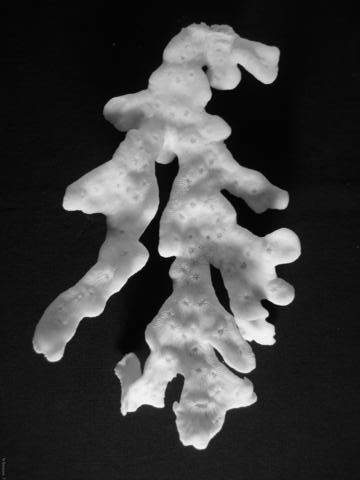
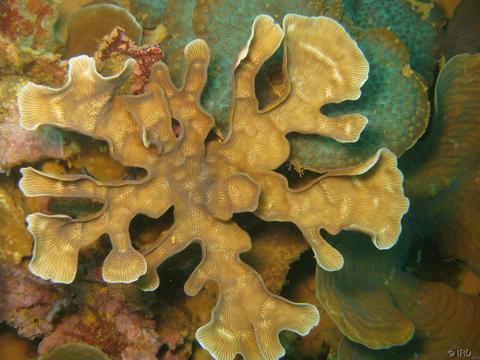
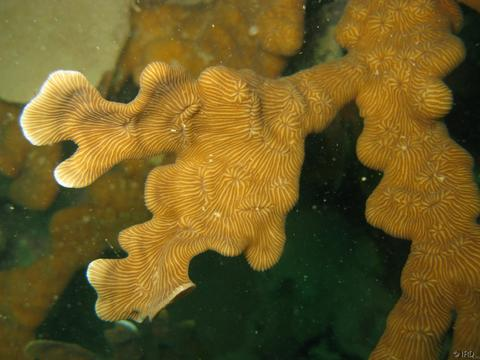